# Scolymus
- Commons
- Wikispecies

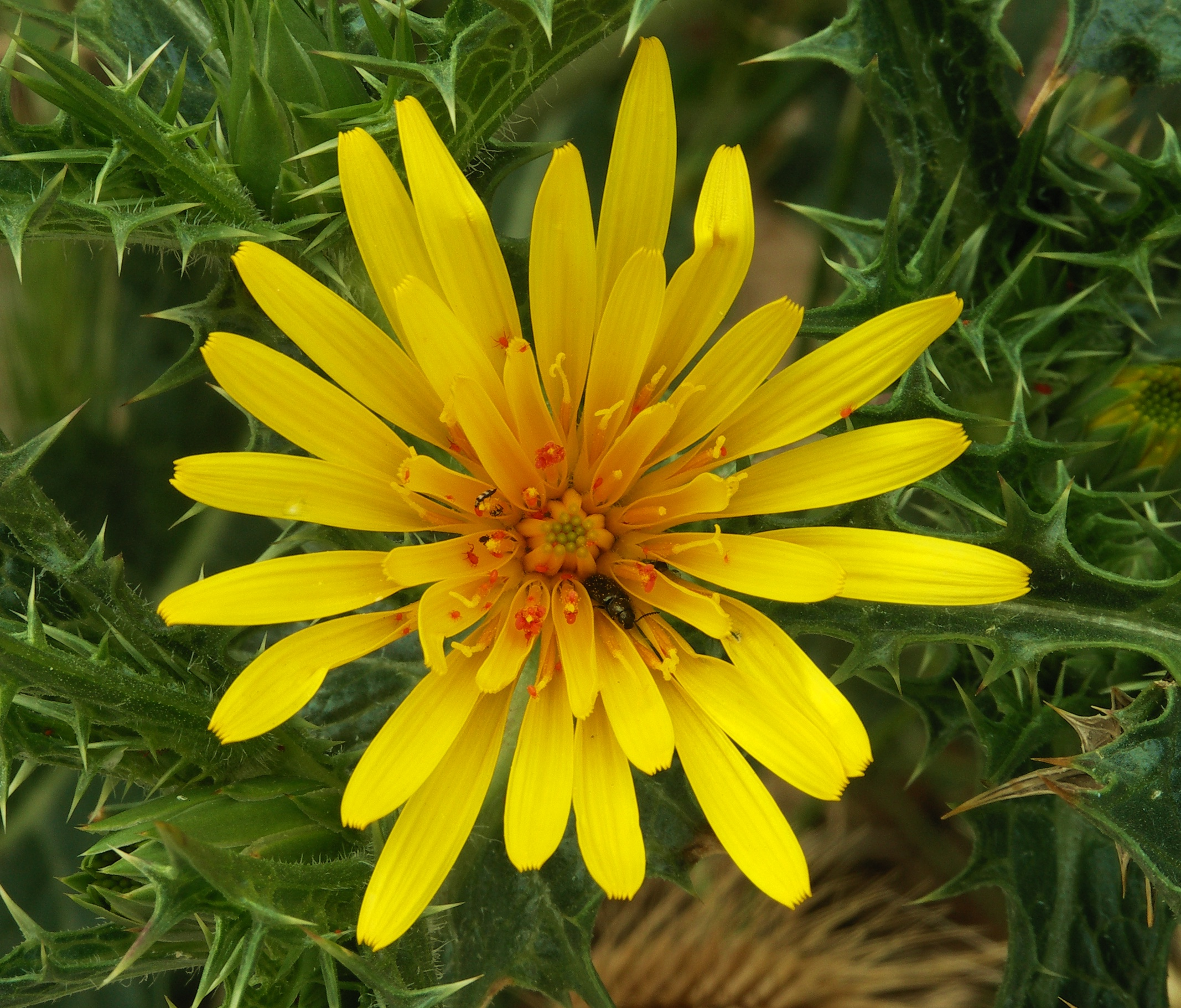
Flor de Scolymus hispanicus.

Scolymus é um género botânico pertencente à família Asteraceae. Apenas são aceites duas espécies deste género, as restantes espécies ou são sinónimos ou ainda estão por resolver.
Outros autores consideram que há 4 espécies válidas.

## Classificação do gênero
| Sistema | Classificação                               | Referência               |
| ------- | ------------------------------------------- | ------------------------ |
| Linné   | Classe Syngenesia, ordem Polygamia aequalis | Species plantarum (1753) |

## Espécies aceites
- Scolymus hispanicus L.
- Scolymus maculatus L.[1]

Outras espécies que poderão também ser válidas
- Scolymus giganteus
- Scolymus grandiflorus[4][2][3]